# Šelechovskij rajon
Il Šelechovskij rajon (in russo Шелеховский район?) è un rajon dell'Oblast' di Irkutsk, nella Russia asiatica; il capoluogo è Šelechov. Istituito il 20 gennaio 1993, ricopre una superficie di 2.020 chilometri quadrati e ospita una popolazione di circa 13.000 abitanti.